# Майкл Пітт
Майкл Кармен Пітт, англ. Michael Carmen Pitt (народився 10 квітня 1981, Вест-Орандж, Нью-Джерсі) — американський актор, модель та музикант. У кіно Пітт відомий роллю у фільмі Бернардо Бертолуччі «Мрійники», а на телебаченні роллю Джімі Дармоді у серіалі HBO «Підпільна імперія» та Мейсона Верґера у другому сезоні серіалу NBC «Ганнібал».

## Кар'єра

### Фільми
Роль коханця трансгендерної рок-зірки у фільми «Злий дюйм» у 2011 принесла Піттові популярність та відкрила дорогу у кіно. Завдяки їй пізніше він отримав роль другого плану у фільмі «Садист», ролі у таких помітних голлівудських стрічках як «Рахунок вбивств» та «Таємничий ліс», а також головну роль у стрічці Бернардо Бертолуччі «Мрійники».
Потім Пітт знявся у фільмі Азії Ардженто  «Серце бреше про все» та у фільмі Ґаса Ван Санта «Останні дні», де зіграв рок-зірку. Персонаж фільму черпає натхнення у фронтмена гурту «Нірвана», Курта Кобейна. У фільмі він виступає з піснями, що близькі за стилем виконання та гри на гітарі до стилю Кобейна.

### Театр
Вперше Пітт виступив на сцені театру "Офф-Бродвей" у п'єсі «Естакада на струмку Поуп Лік» на нью-йоркському ярмарку театрів у 1999.

### Телебачення
Під час свого театрального дебюту, агент по кастингу, якого Пітт прийняв за офіцера поліції, що намагався його арештувати - помітив його та запропонував роль у телесеріалі «Затока Доусона», де він зіграв Генрі Паркера в 15 епізодах у 1999-2000 роках.
У 2010 році Пітт знявся у ролі Джіммі Дармоді у телесеріалі телеканалу HBO «Підпільна імперія», про Атлантик-Сіті, яке піднялося під час дії Сухого закону.

### Музика
Пітт співав та грав на гітарі у власному гурті «Пагода», що випустив дебютний однойменний альбом у 2007 під лейблом Universal/Fontana/Ecstatic Peace.  Пітт разом з «Близнюками Зла» зіграв пісню «Хей Джо» для саундтреку до фільму «Мрійники». Цей склад музиканти назвали «Джімі Пітт та Близнюки Зла».

### Модель
E 2012 Пітта було обрано обличчям італійського модного дому «Прада» і він рекламує лінію чоловічого одягу. 

## Особисте життя
Пітт має англійське та італійське коріння. У 2005 році Пітт заявив, що він "уже довгий час заручений" з моделлю Джемі Боше. Вони зустрічалися з 2005 року і планують одружитися.

## Фільмографія
| Рік  | Назва                                             | Роль             | Примітки |
| ---- | ------------------------------------------------- | ---------------- | --- |
| 1998 | Hi-Life                                           | Boy Teen         | |
| 1998 | Студія 54                                         | Учень танців     | |
| 1999 | Even Housewives in Minnesota Have Those Daydreams | Петі             | |
| 2000 | Знайти Форрестера (Finding Forrester)             | Джон Колрідж     | |
| 2001 | Bully                                             | Donny Semenec    | |
| 2001 | The Yellow Bird                                   | Stuff            | |
| 2001 | Hedwig and the Angry Inch                         | Tommy Gnosis     | |
| 2002 | Murder by Numbers                                 | Джастін Пендлтон | |
| 2003 | Rhinoceros Eyes                                   | Chep             | |
| 2003 | Мрійники                                          | Метью            | |
| 2004 | Таємничий ліс                                     | Фінтон Койн      | |
| 2004 | The Heart Is Deceitful Above All Things           | Buddy            | |
| 2004 | Jailbait                                          | Ренді            | |
| 2005 | Last Days                                         | Блейк            | |
| 2006 | Схиблений                                         | Тобі Ґрейс       | |
| 2006 | The Hawk Is Dying                                 | Fred             | |
| 2007 | Funny Games                                       | Paul             | Chainsaw Award for Best Supporting Actor                                                                                          |
| 2007 | Silk                                              | Hervé Joncour    | |
| 2011 | Хранитель часу                                    | Projectionist    | Uncredited |
| 2012 | Сім психопатів                                    | Ларрі            | Boston Society of Film Critics Award for Best Cast Nominated – San Diego Film Critics Society Award for Best Ensemble Performance |
| 2014 | Ганнібал                                          | Мейсон Верджер   | 3 епізоди Nominated – EWwy Award for Best Guest Actor, Drama                                                                      |
| 2014 | Гангста Love                                      | Томмі Ува        | |
| 2014 | Я — початок                                       | Іан Ґрей         | Виконавчий продюсер |
| 2015 | You Can't Win                                     | Jack Black       | Продюсер та співсценарист |
| 2015 | We Are Sisyphos                                   |                  | |
| 2015 | Criminal Activities                               |                  | |
| 2015 | Criminal                                          |                  | |
| 2019 | Володарі вулиць                                   | Оскар            | |
| 2023 | Рептилія                                          | Елі Філліпс      | |